# Bourgondisch 's-Hertogenbosch
Bourgondisch 's-Hertogenbosch is een jaarlijks terugkerend culinair evenement op de Parade in 's-Hertogenbosch. Op het plein presenteren verschillende Bossche restaurants zichzelf. In diverse paviljoens kan worden geproefd, geborreld en gegeten, dikwijls typisch Bourgondisch. Het evenement wordt in september gehouden.

## Geschiedenis
De eerste keer dat het evenement gehouden werd was in 1987, om meer aandacht op de stad en de horecafaciliteiten in de binnenstad en de regio te vestigen. Dit gebeurde in navolging van het Maastrichtse Preuvenemint, een soortgelijk evenement. Het evenement heette in de beginjaren nog Proeverij in de Meierij. Later werd dit omgedoopt tot Bourgondisch 's-Hertogenbosch. Naast paviljoens waarin Bossche restaurateurs zichzelf presenteren programmeert de organisatie ook muziek, een kinderprogramma en entertainment.

## Trivia
- Tijdens Bourgondisch ’s-Hertogenbosch kan niet met euro's worden betaald. In de plaats daarvan wordt betaald met een alternatief betaalmiddel; het zogenaamde Gerritje. Één Gerritje heeft een waarde van € 1,85. De Gerritjes moet men bij daarvoor bestemde kassa’s op de Parade kopen. De naam Gerritje is afgeleid van het Bossche figuur Zoete Lieve Gerritje.